# حمام محله تل
حمام محله تل مربوط به دوره قاجار است و در یزد، بلوار بسیج، کوچه مسجد الرحمان (مسجد محله تل) واقع شده و این اثر در تاریخ ۷ مهر ۱۳۸۱ با شمارهٔ ثبت ۶۵۵۹ به‌عنوان یکی از آثار ملی ایران به ثبت رسیده است.